# Ljungsjöarna (Undersåkers socken, Jämtland, 698819-133700)
Ljungsjöarna är en sjö i Bergs kommun och Åre kommun i Jämtland och ingår i Ljungans huvudavrinningsområde. Sjön har en area på 0,879 kvadratkilometer och ligger 937,9 meter över havet. Ljungsjöarna ligger i Vålådalen Natura 2000-område. Sjön avvattnas av vattendraget Ljungan. Vid provfiske har öring fångats i sjön.

## Delavrinningsområde
Ljungsjöarna ingår i det delavrinningsområde (698746-133621) som SMHI kallar för Utloppet av Ljungsjöarna. Medelhöjden är 952 meter över havet och ytan är 3,49 kvadratkilometer. Räknas de 6 avrinningsområdena uppströms in blir den ackumulerade arean 16,55 kvadratkilometer. Avrinningsområdets utflöde Ljungan mynnar i havet. Avrinningsområdet består mestadels av kalfjäll (75 procent). Avrinningsområdet har 0,88 kvadratkilometer vattenytor vilket ger det en sjöprocent på 25,2 procent.